# Цуцкірідзе Максим Сергійович
Цуцкірідзе Максим Сергійович (нар. 22 вересня 1985, Новоукраїнка, Кіровоградська область, Україна) — генерал поліції 3-го рангу, перший заступник Голови Національної поліції України — начальник Головного слідчого управління. Доктор юридичних наук, заслужений юрист України, професор.

## Освіта
- 2001—2006   —   навчався в Харківському університеті МВС.
- 2007 — з відзнакою закінчив магістратуру, 2010 — ад'юнктуру Київського університету МВС

## Кар'єра
- У 2006—2007 роках працював у практичних підрозділах УМВС України в Кіровоградській області на посадах дізнавача та слідчого.
- У 2010—2011 роках перебував на керівних посадах у Навчальному центрі післядипломної освіти навчально-наукового інституту управління Національної академії внутрішніх справ.
- У 2011 році призначений на посаду начальника відділу Головного слідчого управління МВС України.
- У 2013 році — заступник начальника управління Головного слідчого управління МВС[3].
- З 2015 року — заступник начальника управління Головного слідчого управління Національної поліції України.
- Упродовж 2017—2019 років — заступник начальника Департаменту забезпечення діяльності Голови Національної поліції[4] та заступник начальника Головного слідчого управління Національної поліції України.
- З 13 вересня 2019 — заступник Голови Національної поліції України, начальник Головного слідчого управління[5].
- З вересня 2023 — Перший заступник Голови Національної поліції України, начальник Головного слідчого управління.

## Звання
- Підполковник поліції
- Полковник поліції (2020)
- Генерал поліції третього рангу (2022) [6].

## Науково-викладацька діяльність
Автор та співавтор понад 90 наукових та навчально-методичних праць з питань кримінального процесу, діяльності органів досудового розслідування, прокуратури, суду та адвокатури.

## Наукові публікації
- Кримінальна процесуальна діяльність слідчого: теорія та практика: монографія; вступне слово проф. М.А. Погорецького. Київ: Алерта, 2020. 562 с.[7]
- Досудове розслідування кримінальних проступків: метод. рек. / [С.С. Чернявський, М.С.Цуцкірідзе, Р.М. Дударець та ін.]. Київ: Нац. акад. внутр. справ, 2019. 160 с.[8]
- Організаційно-правові засади діяльності слідчих підрозділів Національної поліції України: монографія / В.Г. Дрозд, А. В.Пономаренко, С.Є. Абламський, М.С. Цуцкірідзе та ін.; МВС України, Держ. наук.-досл. ін-т. Херсон: Видав. дім «Гельветика», 2020. 352 с.[9]
- Кваліфікація та розслідування порушення законів і звичаїв війни. Практичний посібник / Вознюк А.А., Жук І.В., Таран О.В., Чернявський С.С. та ін. / За заг ред. М. С. Цуцкірідзе. В. В. Чернєя, А. А. Вознюк.  Київ: Норма права, 2023. 332 с.

## Нагороди
- Заслужений юрист України[10]

## Спортивні досягнення
З 2008 року — майстер спорту України (Бойове самбо)